# Tempestade tropical Podul (2013)
Tropical Storm Podul conhecido nas Filipinas como Depressão Tropical Zoraida, foi um ciclone tropical fraco, mas destrutivo, que afetou as Filipinas logo após o devastador Tufão Haiyan. A 31ª tempestade nomeada da temporada de tufões do Pacífico de 2013, Podul desenvolveu-se como uma depressão tropical em 11 de novembro entre Palau e a ilha filipina de Mindanao. O sistema moveu-se para oeste-noroeste e atingiu Davao Oriental em Mindanao em 12 de novembro, trazendo fortes chuvas que mataram duas pessoas e interromperam os esforços de socorro após Haiyan. Depois de cruzar as Filipinas, a depressão intensificou-se para a tempestade tropical Podul em 14 de novembro Pouco depois, a tempestade atingiu o sudeste do Vietname e sua circulação se dissipou em 15 de novembro. No Vietname, Podul produziu chuvas fortes que resultaram em inundações severas. A tempestade danificou ou destruiu 427.258 casas, e o dano geral foi estimado em 4,1 trilhão ₫ (2013 đồng Vietnamita, $ 194,1 milhão 2013 USD). Podul matou 44 pessoas no país e causou 66 lesões.

## História meteorológica
Em 9 de novembro, uma área de convecção desorganizada, ou tempestades, persistiu cerca de 1175 km (109 mi) sudeste de Palau. O sistema consistia em uma ampla circulação, afetada em seu detrimento por um moderado cisalhamento do vento. Movendo-se para oeste-noroeste, a convecção persistiu e se organizou na circulação, indicando um potencial aumentado para ciclogênese tropical. No final de 10 de novembro, o Joint Typhoon Warning Center (JTWC) emitiu um Alerta de Formação de Ciclone Tropical (TCFA), significando que a agência previu que uma depressão tropical se desenvolveria dentro de 24 horas. Pouco tempo depois, a Administração de Serviços Atmosféricos, Geofísicos e Astronômicos das Filipinas (PAGASA) deu início a pareceres sobre a Depressão Tropical de Zoraida após o sistema entrar em sua área de responsabilidade da agência. Em 1200 UTC em 11 de novembro, a Agência Meteorológica do Japão (JMA) [nb 2] estimou que uma depressão tropical se formou a meio caminho entre Palau e a ilha filipina de Mindanao, embora operacionalmente a agência tivesse classificado o sistema dois dias antes.
Depois de passar ao sul de Palau, a circulação do sistema tornou-se mais ampla e sua convecção tornou-se menos organizada, apesar da redução do cisalhamento do vento. No início de 12 de novembro, a depressão atingiu Mindanao, na província de Davao Oriental. Pouco depois, PAGASA interrompeu os avisos sobre Zoraida, declarando que a depressão degenerou em uma área de baixa pressão. Em contraste, o JMA continuou monitorando a depressão enquanto ela se movia pelas Filipinas e para o mar de Sulu. Em 13 de novembro, o centro cruzou a ilha de Palawan para o Mar da China Meridional. Em 1200 UTC no dia seguinte, a JMA atualizou a depressão para Tempestade Tropical Podul por volta de 275 km (171 mi) a leste da costa Vietname|do Vietname. Na mesma época, o JTWC começou a emitir avisos no sistema como uma depressão tropical de 32W, observando que a convecção havia aumentado rapidamente sobre a circulação. A agência também mencionou a presença contínua de cisalhamento do vento, embora as temperaturas da água quente e vazão moderada devam permitir a intensificação. Embora a JMA estimado pico 10 – hora ventos de 65 km/h (40 mph), o JTWC única estimativa depressão força tropical 1 – minutos ventos de 45 km/h (28 mph).
No final de 14 de novembro, Podul atingiu a costa sudeste do Vietname perto de Phan Rang – Tháp Chàm e rapidamente enfraqueceu em uma depressão tropical. O JTWC avaliou que a circulação estava se dissipando perto da costa, e o JMA declarou que o Podul se dissipou em 1200 UTC em 15 de novembro. Operacionalmente, a agência rastreou o sistema no Golfo da Tailândia, e o Departamento Meteorológico da Tailândia rastreou Podul até perto da Península Malaia em 16 de novembro, antes de cessar os avisos sobre a tempestade. Os remanescentes mais tarde se desenvolveram novamente na tempestade ciclônica severa Helen na Baía de Bengala, que mais tarde atingiu o sudeste da Índia em 22 de novembro antes de se dissipar.

## Preparações e impacto

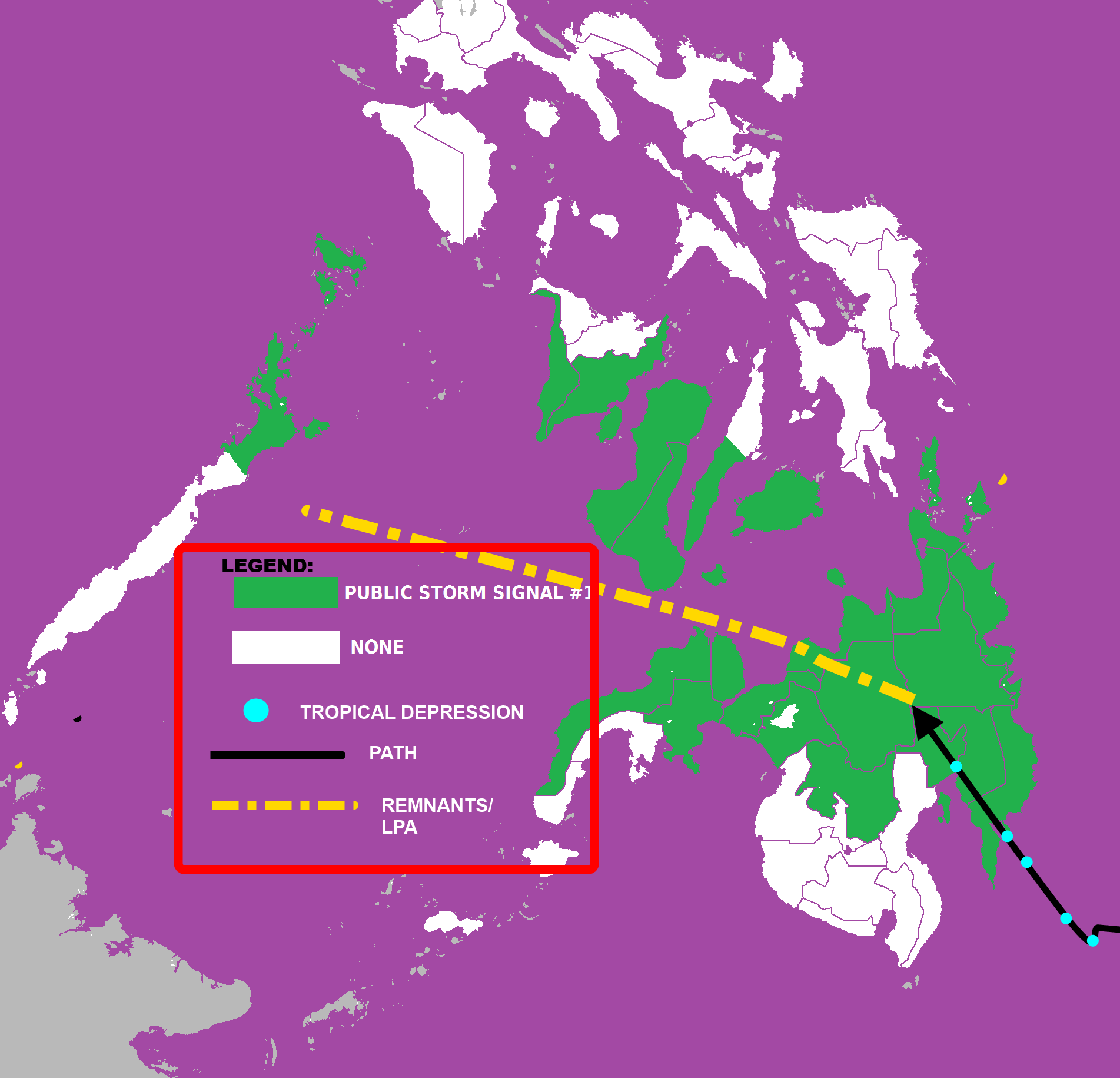
O Sinal de Alerta de Tempestade Pública nas Filipinas de Depressão Tropical Zoraida (Podul), com seu caminho e direção

O Serviço Nacional de Meteorologia de Guam alertou sobre o potencial de chuvas fortes e ondas altas em Palau e na ilha vizinha de Yap. Ao passar ao sul de Palau, o sistema produziu ventos leves de cerca de 28 km/h (17 mph).
No final de 10 de novembro, conforme o sistema se movia para a área de responsabilidade das Filipinas, a PAGASA emitiu o Sinal de Alerta Público de Tempestade Número 1 para sete áreas em Mindanao, indicando o potencial de ventos entre 30–60 km/h (19–37 mph). No dia seguinte, esses avisos foram estendidos para cobrir três províncias em Luzon, oito províncias em Visayas e vinte e uma províncias em Mindanao. Na Ilha de Cebu, as autoridades ordenaram o fechamento de escolas durante a passagem da tempestade. Após os danos extremos devido ao tufão Haiyan nas Filipinas, a depressão que se tornou Podul afetou as mesmas áreas poucos dias depois, o que afetou o trabalho de resgate. A depressão causou dificuldades adicionais em viagens e comunicações. Além de causar um deslizamento de terra em Monkayo , inundações da depressão cobriram estradas e forçaram cerca de 1.000 famílias para evacuar. Em Davao del Norte, a depressão resultou na inundação do rio que matou duas pessoas.
No Vietname, Podul produziu fortes chuvas, com pico de 973 mm (38.3 in) em dois distritos na província de Quảng Ngãi. As chuvas causaram inundações que forçaram mais de 78.000 pessoas fugiram de suas casas, incluindo 1.400 na cidade turística de Hội An, onde as enchentes chegaram a 1.6 m (5.2 ft) profundidade. Altos volumes de enchentes causaram a liberação de água dos reservatórios, que algumas autoridades locais creditaram pelas enchentes generalizadas. Cerca de 260 km (160 mi) de canais e diques foram arrastados durante a tempestade. A alta pluviosidade aumentou os níveis de água ao longo dos rios, com o rio Ba na província de Gia Lai atingindo 410 mm (16 in) maior do que o recorde estabelecido em 1981. As inundações também danificaram mais de 6,000 ha (15,000 acres) de safras, principalmente para arroz. Podul danificou ou inundou cerca de 280,000 m2 (3,000,000 sq ft)   de estradas e pontes, resultando em engarrafamentos e três linhas de trem interrompidas. A tempestade danificou ou destruiu 427.258 casas, e o dano geral foi estimado em 4,1 trilhão ₫ (2013 đồng Vietnamita, $ 194,12 milhão 2013 USD ). Em todo o Vietname, Podul matou 44 pessoas e feridos 74 outros. Em 20 de novembro, as enchentes começaram a diminuir na maioria dos locais. Os jornais descreveram as enchentes como as piores no Vietname desde 1999. Após a tempestade, os governos provinciais vietnamitas ajudaram na reconstrução de casas e estradas.